# Gustavo Pulido
Gustavo Adolfo Pulido Cardier (Barquisimeto, estado Lara, Venezuela, 10 de octubre de 1973) es un abogado y político venezolano, exgobernador interino del estado Carabobo, fue secretario general del Consejo Nacional Electoral de Venezuela (CNE). Egresado en 1995 de la Universidad Santa María, con una especialización en derecho administrativo con una trayectoria en administración pública en la que ha ocupado cargos de gerente general de administración y servicios del Tribunal Supremo de Justicia (TSJ). También ha ocupado cargos administrativos en la Asamblea Nacional y en la cancillería.

## Biografía
Pulido Cardier es abogado y ha ocupado distintos cargos en la administración pública, en la que además ha sido gerente general de Administración y Servicios del Tribunal Supremo de Justicia, Director de Planificación y Desarrollo Humano de la Asamblea Nacional y director general de Personal Diplomático y Consular de la Cancillería.
En diciembre del 2012 Cardier fue llamado por Francisco Ameliach para que respaldara su gestión en la entidad carabobeña donde comenzó como secretario de planificación, presupuesto y control de gestión. El 15 de noviembre de 2013, fue designado secretario general de gobierno encargado, bajo el decreto número 304 en la Gaceta Oficial del estado Carabobo número 4.724 con fecha del 24 de junio de 2016. Su destacada labor dentro de la Gobernación lo llevó a recibir el máximo galardón Sol de Carabobo en su primera clase.

## Carrera

### Gobernador de Carabobo
El 14 de junio de 2017 en su condición de Secretario de gobierno de Carabobo, se encargó del despacho de la gobernación de manera temporal, tras la separación del cargo de Francisco Ameliach, quien se postuló como candidato a la Asamblea Nacional Constituyente, siendo electo en las elecciones del 30 de julio como miembro de la misma. A partir del 14 de junio Pulido se convirtió en el encargado del despacho del gobernador. El 2 de agosto de 2017, fue juramentado como gobernador de Carabobo ante el Consejo Legislativo del Estado, como indica el artículo 66 de la Constitución.

### Secretario general del Consejo Nacional Electoral
En 2020 fue designado por el Tribunal Supremo de Justicia de Venezuela (TSJ) como secretario general del Consejo Nacional Electoral de Venezuela (CNE).